# Józef Ossoliński (zm. 1756)
 Józef Ossoliński  herbu Topór (zm. w 1756 roku) – chorąży podlaski w 1750 roku, chorąży liwski w latach 1750-1756, podczaszy mielnicki w latach 1737–1750. 
Jego ojcem był Stefan Ossoliński herbu Topór, matką Benedykta Szujską. Miał brata i siostrę: Antoniego Ossolińskiego i Teresę Ossolińską, która wyszła za Stanisława Komorowskiego.
Ożenił się z Teresą Sienicką (1717 - 1786).
Miał synów Ignacego Franciszka Ossolińskiego i Kazimierza oraz dwie córki; Antoninę, która trzy razy wychodziła za mąż; m.in. za Stanisława Dąbrowskiego, Leona Opackiego i Brzozowskiego. Druga córka wyszła za mąż za Antoniego Wodzińskiego - podkomorzego liwskiego. 
Poseł ziemi mielnickiej na sejm 1744 roku. 
W pobliżu Łużek, wchodzących w skład klucza Woźniki k. Łosic, około 1750 r., Józef Ossoliński zburzył stary, fundowany przez Kiszków dwór i wybudował w tym miejscu nowy. Od swojego herbu "Topór" nazwał swoją siedzibę Toporowem i tak też nazwał wioskę powstałą przy dworze (pierwotnie noszącą nazwę Nowawieś). Toporów od tego momentu stał się główną siedzibą tej linii rodu Ossolińskich. Józef Ossoliński rezydował również w należących do niego Pobikrach.
Józef Ossoliński zmarł w 1756 roku.